# Lambdina somniaria
Lambdina somniaria là một loài bướm đêm trong họ Geometridae.

## Hình ảnh

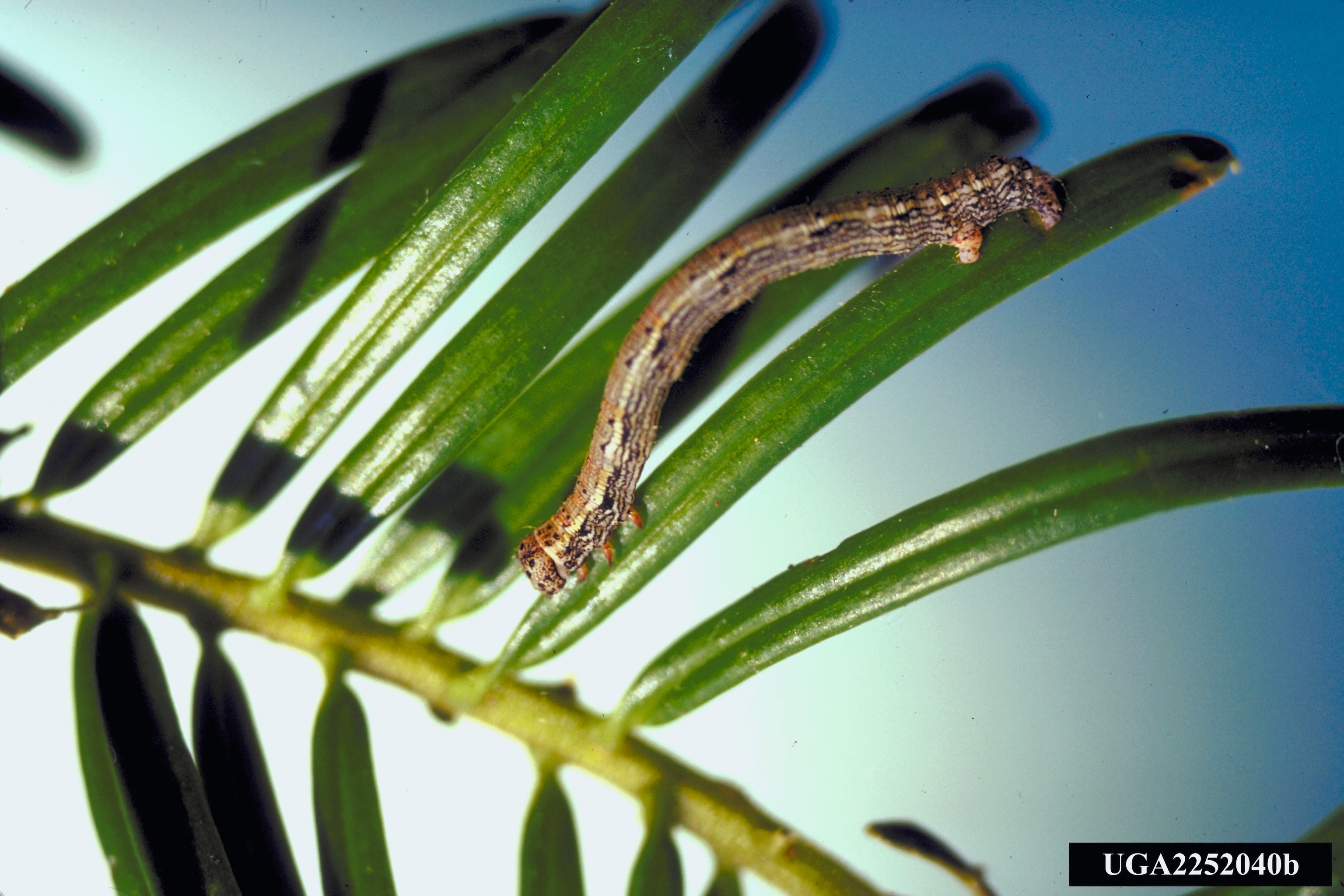